# Tarifverbund A-Welle
Der Tarifverbund A-Welle ist ein Tarifverbund in der Schweiz. Er entstand am 12. Dezember 2004 (Einführung von Bahn 2000) aus der Fusion des Tarifverbundes Aargau und des Tarifverbundes Olten. Die Gesellschafter des Tarifverbunds A-Welle sind die Kantone Aargau und Solothurn sowie die angeschlossenen Transportunternehmen. Der Verbundtarif erstreckte sich zunächst nur auf Abonnemente, ab Dezember 2009 wurde er auch für Einzelbillette eingeführt.
Das Gebiet des Tarifverbundes umfasst den gesamten Kanton Aargau mit Ausnahme des Bezirkes Rheinfelden (der zum Tarifverbund Nordwestschweiz gehört), jedoch zusätzlich im Kanton Solothurn die östlichen Bezirke Gäu, Gösgen, Olten und Thal. Die meisten Zonen der A-Welle lassen sich mit Zonen benachbarter Verbunde kombinieren; dazu gehören das Hochrhein-Ticket zusammen mit dem Waldshuter Tarifverbund und der Z-Pass zusammen mit dem Zürcher Verkehrsverbund.

## Transportunternehmen
- Aare Seeland mobil
- Aargau Verkehr
- Busbetrieb Aarau
- Busbetrieb Olten Gösgen Gäu
- PostAuto Schweiz AG, Region Nordwestschweiz
- Regionalbus Lenzburg
- Regionale Verkehrsbetriebe Baden-Wettingen
- Schweizerische Bundesbahnen
- Zugerland Verkehrsbetriebe

## Netzpläne

A-Welle Baden Nord
A-Welle Baden Süd
A-Welle Brugg
A-Welle Freiamt
A-Welle Oberes Fricktal
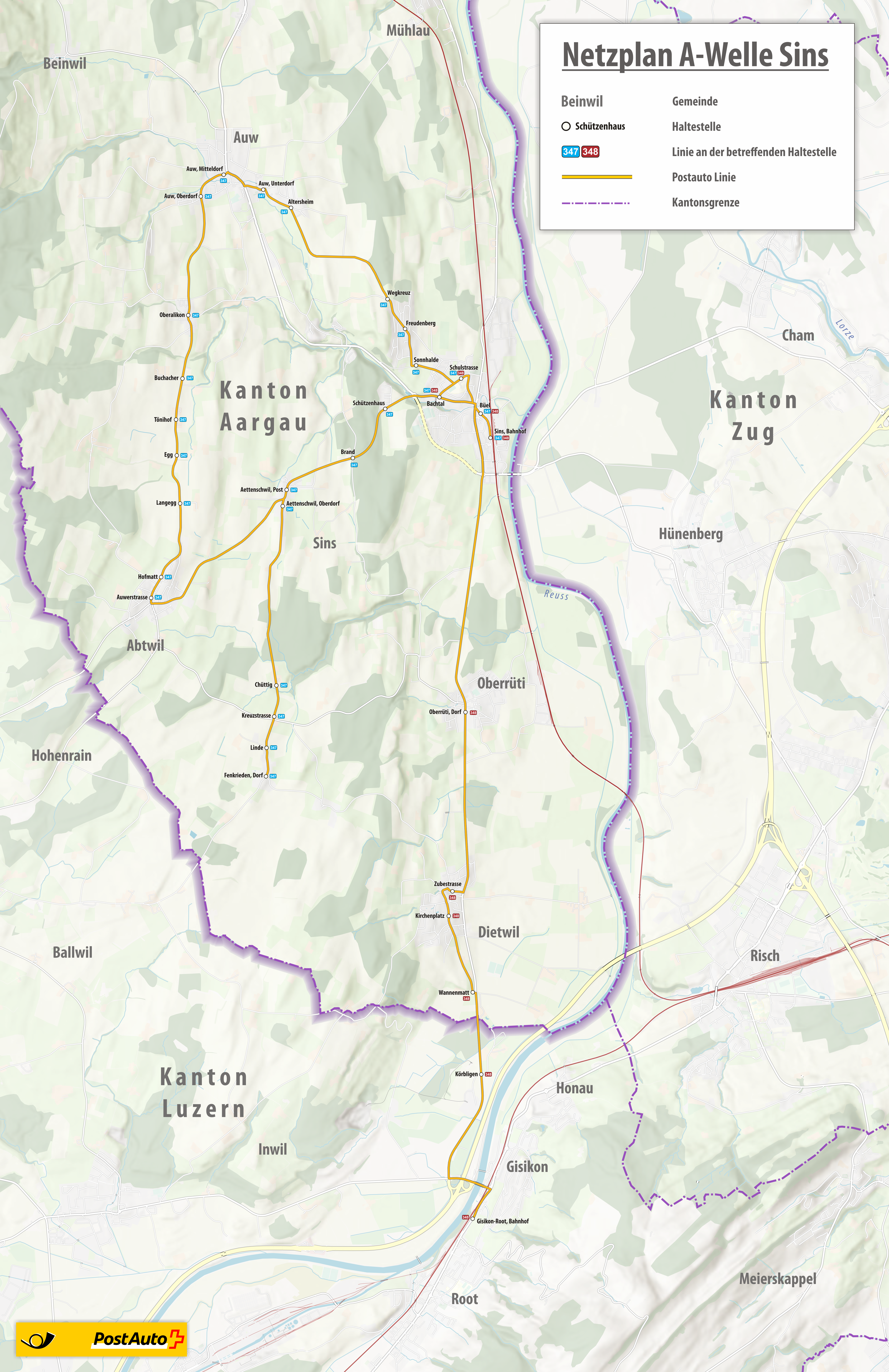
A-Welle Sins
A-Welle Thal
Aare Seeland Mobil
Aargau Verkehr
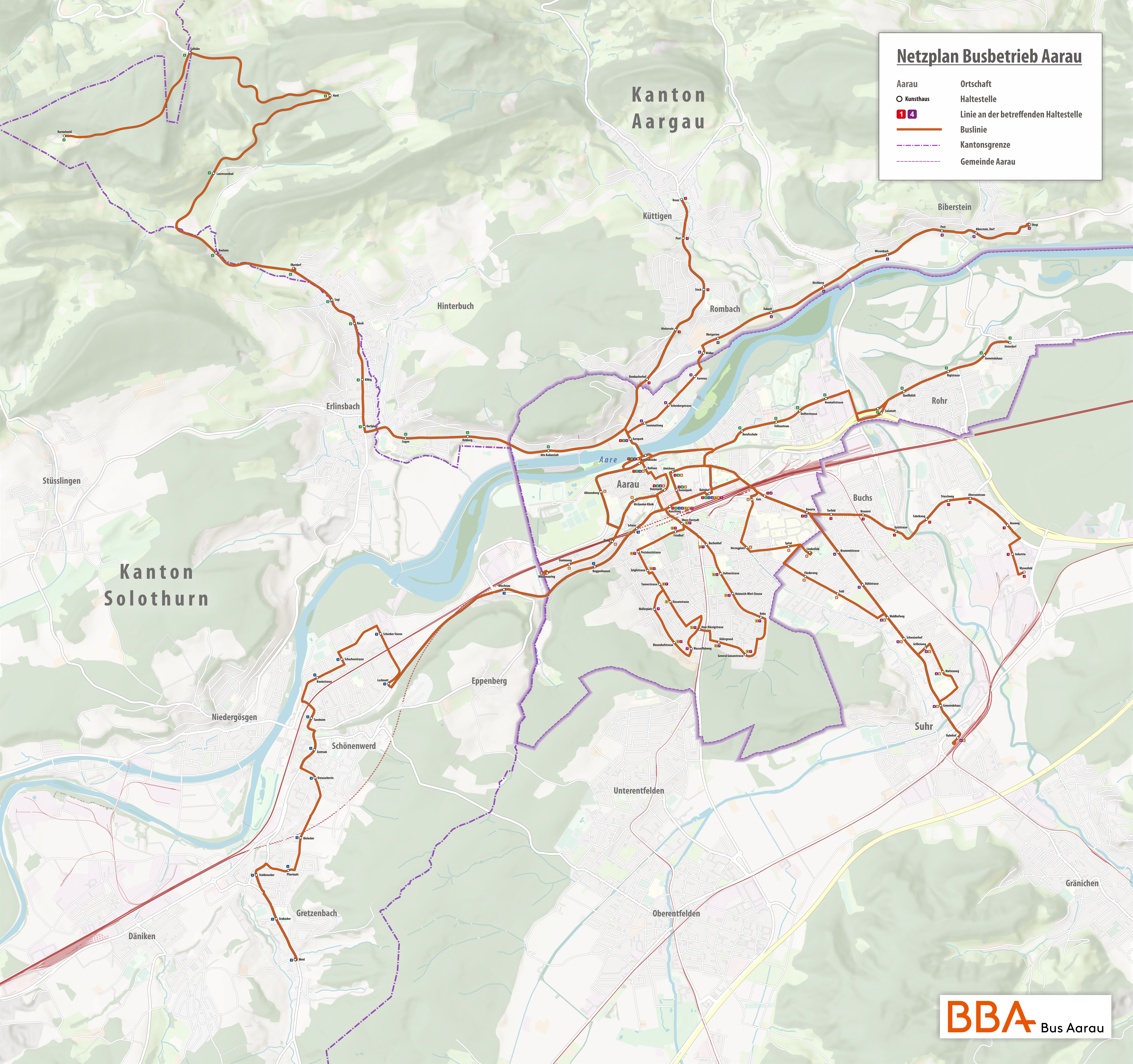
Busbetrieb Aarau
Busbetrieb Olten Gösgen Gäu
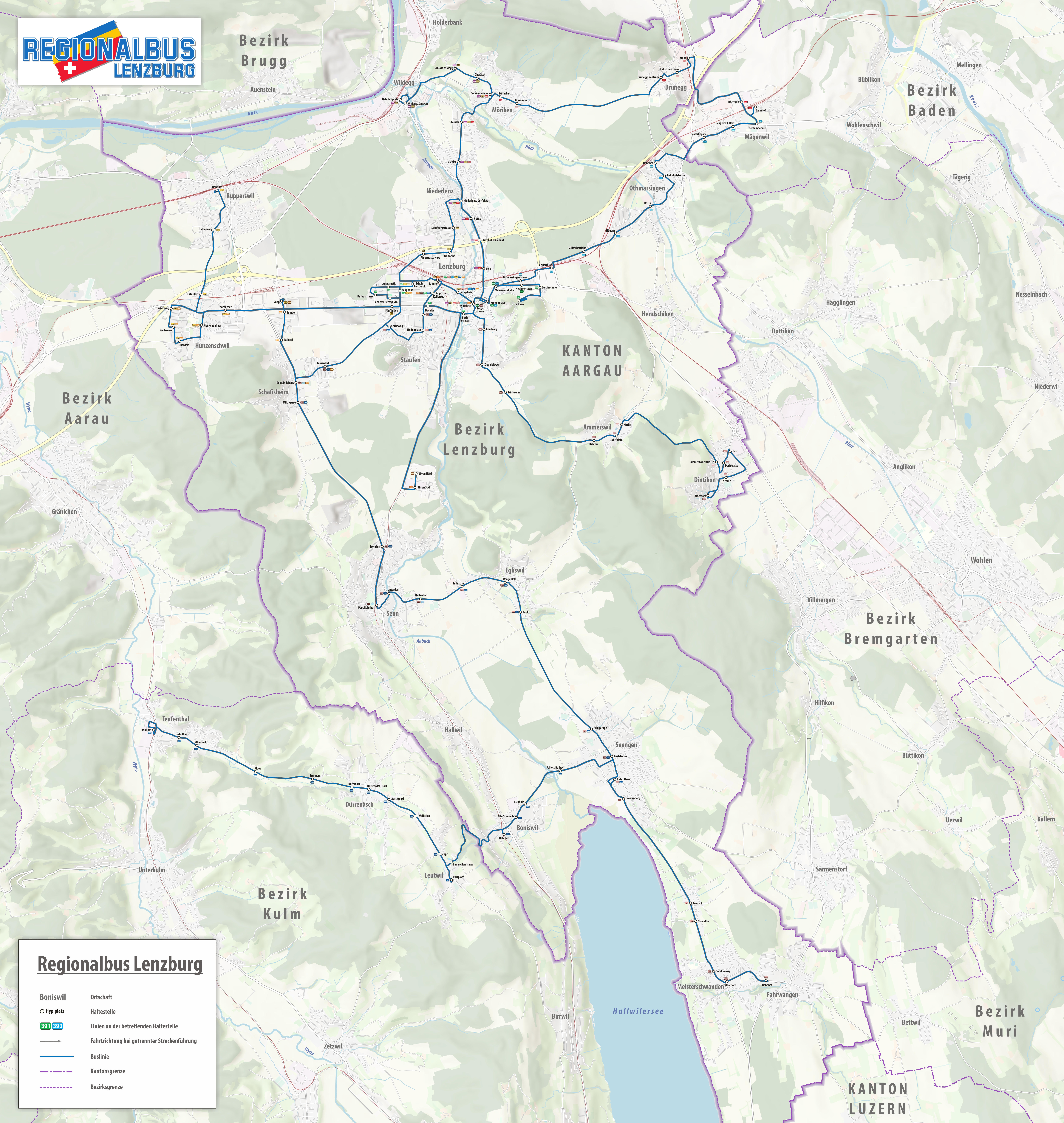
Regionalbus Lenzburg
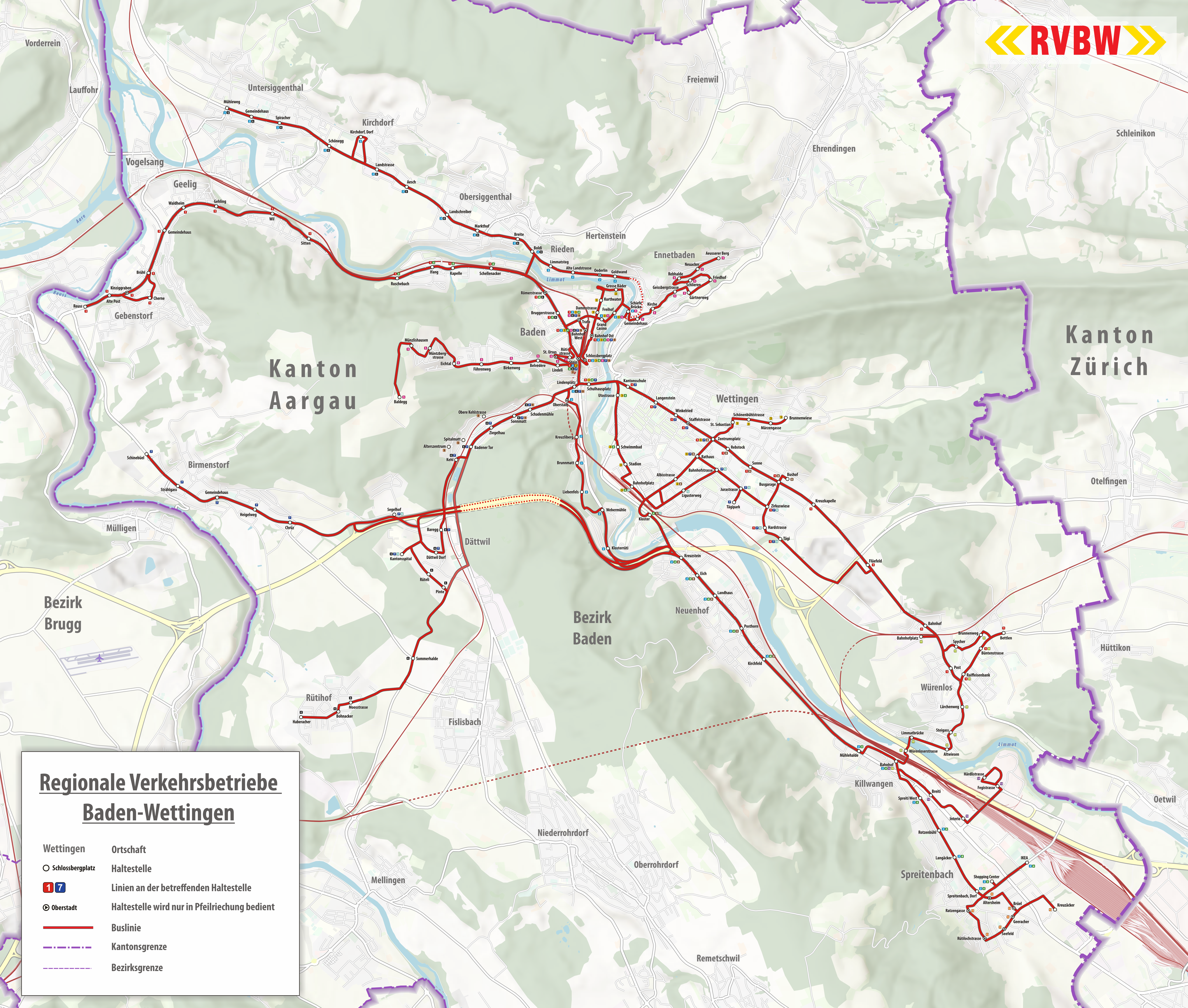
Regionale Verkehrsbetriebe Baden-Wettingen
Verkehrsbetriebe Zug